# Boethius (krater)
För andra betydelser, se Boethius (olika betydelser).
Boethius är en nedslagskrater på planeten Merkurius. Boethius är ungefär 114 kilometer i diameter.
1976 namngavs den efter filosofen Boethius.